# 헤라클레스의 탑

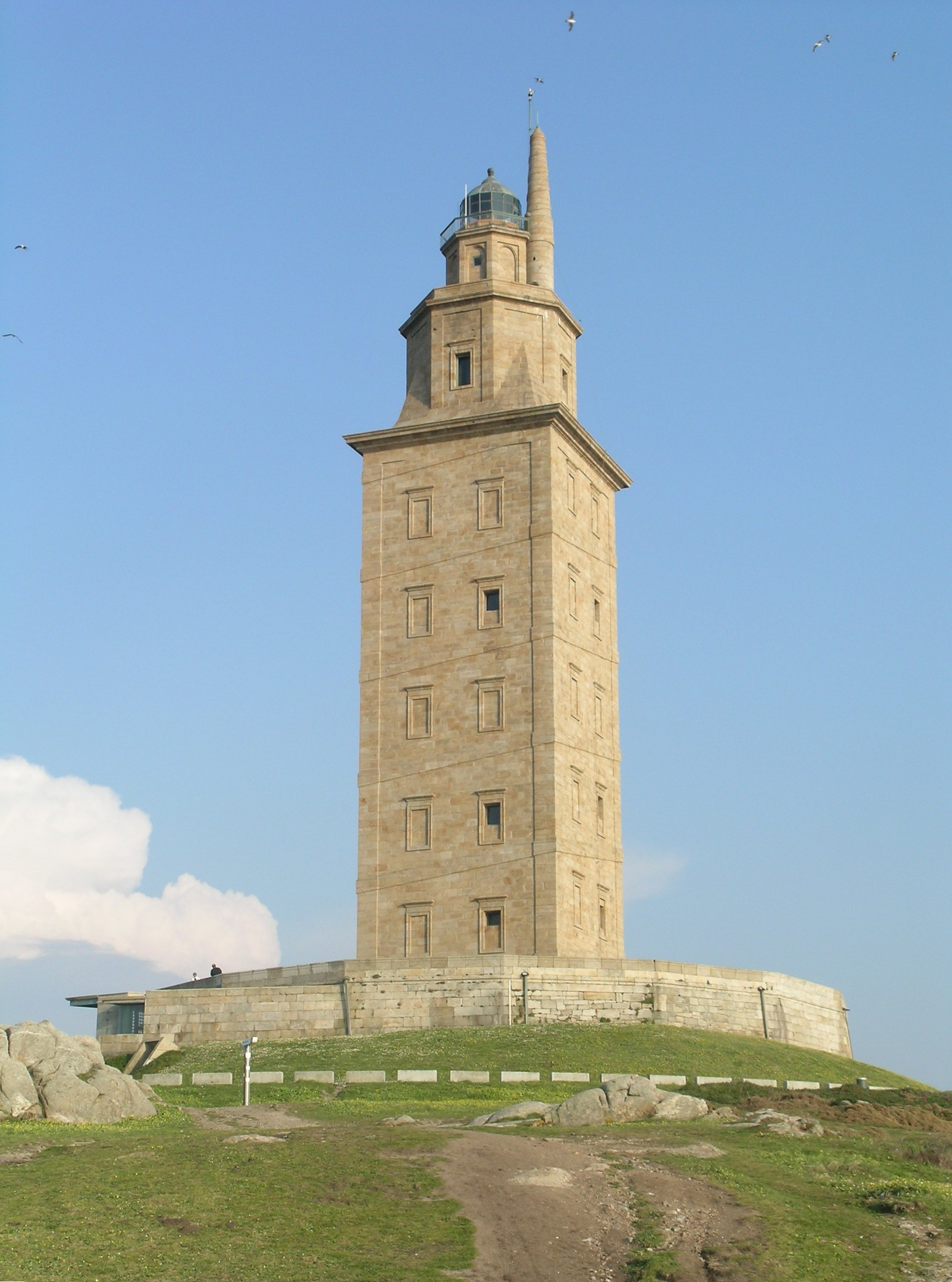
헤라클레스의 탑

헤라클레스의 탑(스페인어: Torre de Hércules)은 스페인 갈리시아 지방 라코루냐 주 라코루냐의 중심에서 2.4킬로미터 떨어진 반도에 위치한 로마 건축의 등대이다. 해발 57m의 언덕에 세워진 이 탑은 스페인에서 치피오나 등대(62m)에 이어 높은 등대이다. 등대에서 북대서양을 조망할 수 있다. 20세기까지는 "Farum Brigantium"이라고 불리었다. 1791년 개축 공사가 실시되었지만, 로마 시대에 건축되고 나서 이미 약 1,900년이 경과하고 있음에도 불구하고, 헤라클레스의 탑은 21세기가 된 지금도 현역 등대로 이용되고 있다. 2009년 6월 27일, 유네스코의 세계 유산에 등록되었다.

## 같이 보기
- 스페인의 세계유산